# Pálinka
A pálinka eredetvédett gyümölcspárlat, melyet Magyarországon és négy osztrák tartományban állítanak elő. Az Erdélyben, illetve Románia területén készülő pălincă (ejtsd: pölinkö [pəˈliŋkə]) a magyar pálinkától törvényi szempontból független, eredetvédett román gyümölcspárlat.
A pálinka mai fogalma a 2000-es években, a pálinka eredetvédelme nyomán szilárdult meg. A magyar pálinka szó a 17. századi megjelenésétől kezdve egyszerűen égetett szeszt jelentett, de a 20. század második felének magyar „pálinkái”, vagyis a tiszta, ízesítetlen hazai párlatok már jobbára gyümölcsből, törkölyből, borból vagy borseprőből készültek. A történelmi magyar „pálinka” azonban rozsból, búzából, kukoricából, hajdinából, burgonyából, ritkábban akár céklából, édes gyökerekből vagy borsóból készült párlatokat is magában foglalt, amíg ezek helyét át nem vette a finomszeszgyártás, a 20. század első felében.
A pálinkát erjesztett gyümölcscefre, gyümölcsmust vagy gyümölcsvelő lepárlásával készítik. Általában szintén a pálinkák közé sorolják a – törvényi szempontból különálló – törkölypálinkát, amely erjesztett szőlőtörköly párlata. A pálinka, a törkölypálinka és bizonyos helyi változataik európai uniós eredetvédelem alatt állnak. A pálinkának leggyakrabban szilva, körte, alma, kajszibarack, meggy, cseresznye, szőlőtörköly vagy eper az alapanyaga, de bármilyen Magyarországon termett gyümölcsből (az osztrák tartományokban csak helyi kajszibarackból) készülhet. A 20. századot megelőzően a gyümölcspálinka döntően szilvából készült.
A legális kereskedelemben forgalmazott pálinkákon kívül a magyar gyümölcspárlatok jelentős része bérfőzésben, magánfőzésben vagy feketefőzésben készül – jelenleg mindhárom esetben adómentesen –, ezért a pálinka különböző aktuálpolitikai, társadalmi és népegészségügyi problémákban is érintett. A 2010 óta legális magánfőzést, illetve a pálinka és a magánfőzés központi népszerűsítését a szakemberek a magyarországi alkoholizmus egyik (vagy a) legfontosabb súlyosbító tényezőjének tartják.

## Szabályozása
A pálinka készítését Magyarországon a Pálinkatörvényként ismert 2008. évi LXXIII. törvény és az általa hivatkozott 110/2008/EK rendelet szabályozza, míg Ausztriában az Osztrák Élelmiszerkönyv.
A Pálinkatörvény értelmében – az osztrák pálinkák mellett – csak olyan szeszes ital nevezhető pálinkának, illetve törkölypálinkának, mely(et):
- kizárólag Magyarországon termett, nem sűrített, nem szárított és nem aszalt gyümölcsből, illetve Magyarországon termett szőlőtörkölyből készült Magyarország területén, beleértve a palackozást is
- kizárólag erjesztett gyümölcs, illetve erjesztett szőlőtörköly párlatát tartalmazza
- lepárlásakor úgy finomították legfeljebb 86% alkoholtartalmúra, hogy megőrizte az alapanyag ízét és aromáit, és legalább 37,5% alkoholtartalommal palackozták.
- Semmilyen módon nem ízesítették, édesítették vagy színezték (leszámítva a hordós és a gyümölcságyas érlelést).

A pálinkát jellemzően gyümölcscefréből erjesztik és főzik, a törvény azonban nem korlátozza a gyümölcsmust és a főzéssel-passzírozással feldolgozott gyümölcs, az úgynevezett gyümölcsvelő használatát sem. Az aszalt gyümölcsök csak az erjedéskor tiltottak, a pálinka érlelésekor használhatók.
Kisüsti pálinka az a pálinka, amelyet ezer literesnél kisebb, rézfelületet is tartalmazó lepárlókészülékkel, kétszeri szakaszos lepárlással készítenek. Az érlelt pálinkát legalább 3 hónapig érlelik ezer literesnél kisebb, vagy legalább 6 hónapig ezer literesnél nagyobb fahordóban. Az ópálinkát legalább 1 évig kell érlelni ezer literesnél kisebb, vagy legalább 2 évig ezer literesnél nagyobb fahordóban. Az ágyaspálinkát legalább 3 hónapig együtt kell érlelni a gyümölccsel. A vegyes gyümölcspálinkához felhasznált gyümölcsöket a felhasznált mennyiség szerinti sorrendben kell közölni. A törkölypálinka címkéjén a szőlő nevét kötelező, míg a termék származási – földrajzi – helyét fel lehet tüntetni.
A bérfőzetett pálinkák házilag erjesztett cefréiben az elmúlt évtizedekben széles körben elterjedt a répacukor hozzáadása, ez azonban minden gyümölcs- és törkölypárlat esetén – és a bérfőzetés szabályai szerint is – tiltott.

## „Pálinka” és „párlat”
A pálinkatörvény hatályba lépése előtt terjedni kezdett egy olyan, az Agrármarketing Centrum által is terjesztett elképzelés, mely szembeállítja a pálinkát az egyéb párlatokkal, és az utóbbiakat (vagy azok egy részét) rendeletben nem szabályozott italokként állítja be. Példaként olyan – nem létező – uniós megnevezéseket említ, mint „párlat”, „desztillátum” és „snapsz”.
A valóságban minden szeszes italt a Magyar Élelmiszerkönyv kötelező előírásai – közvetve a 110/2008 EK rendelet – által szabályozott megnevezésekkel kell forgalomba hozni. Sem szabályozott megnevezés nélkül, sem önmagában „párlat” néven nem kerülhet forgalomba szeszes ital. A pálinkautánzatokat összetételüktől függően ízesített vodka, likőr vagy egyszerűen szeszes ital néven forgalmazzák.
A -párlat utótag valóban megtalálható különböző italfajták nevében (és időnként különírva, külön sorban jelenik meg a címkén), ezek azokban külön-külön szabályozott kategóriák (gyümölcspárlat, gabonapárlat, borpárlat stb.). A gyümölcspárlat szabályozása képzi a pálinka definíciójának alapját, amire a pálinkatörvény szövege is hivatkozik. A közönséges gyümölcspárlatot is 100%-ban a megnevezett gyümölcsből kell erjeszteni és lepárolni, szintén nem ízesíthető, és nem finomítható erősebbre vagy palackozható gyengébben, mint a pálinka. Engedélyezettek viszont a pálinkánál tiltott gyümölcsfeldolgozási módok (szárított, aszalt és sűrített gyümölcs), a kész párlat pedig minimális mértékben (az ízek lekerekítése érdekében) édesíthető, illetve semleges ízű karamellel színezhető. A törkölypálinka és a törkölypárlat technikai követelményei annyiban különböznek, hogy előbbinél tiltott az édesítés, a színezés és a nem szőlővel történő ágyazás.
Egyes szakmabeliek olyan állítást is tettek, miszerint a Kárpát-medencén kívül soha nem volt elterjedt a tiszta gyümölcspárlat, és az ismertsége teljesen elenyésző. Valójában Magyarországon kívül tíz másik uniós tagállam is rendelkezik a pálinkához hasonlóan eredetvédett gyümölcspárlatokkal, az eredetvédelmi eljárást pedig csak igazolható hagyomány és forgalomban lévő termékek esetén lehet lefolytatni.

## Története

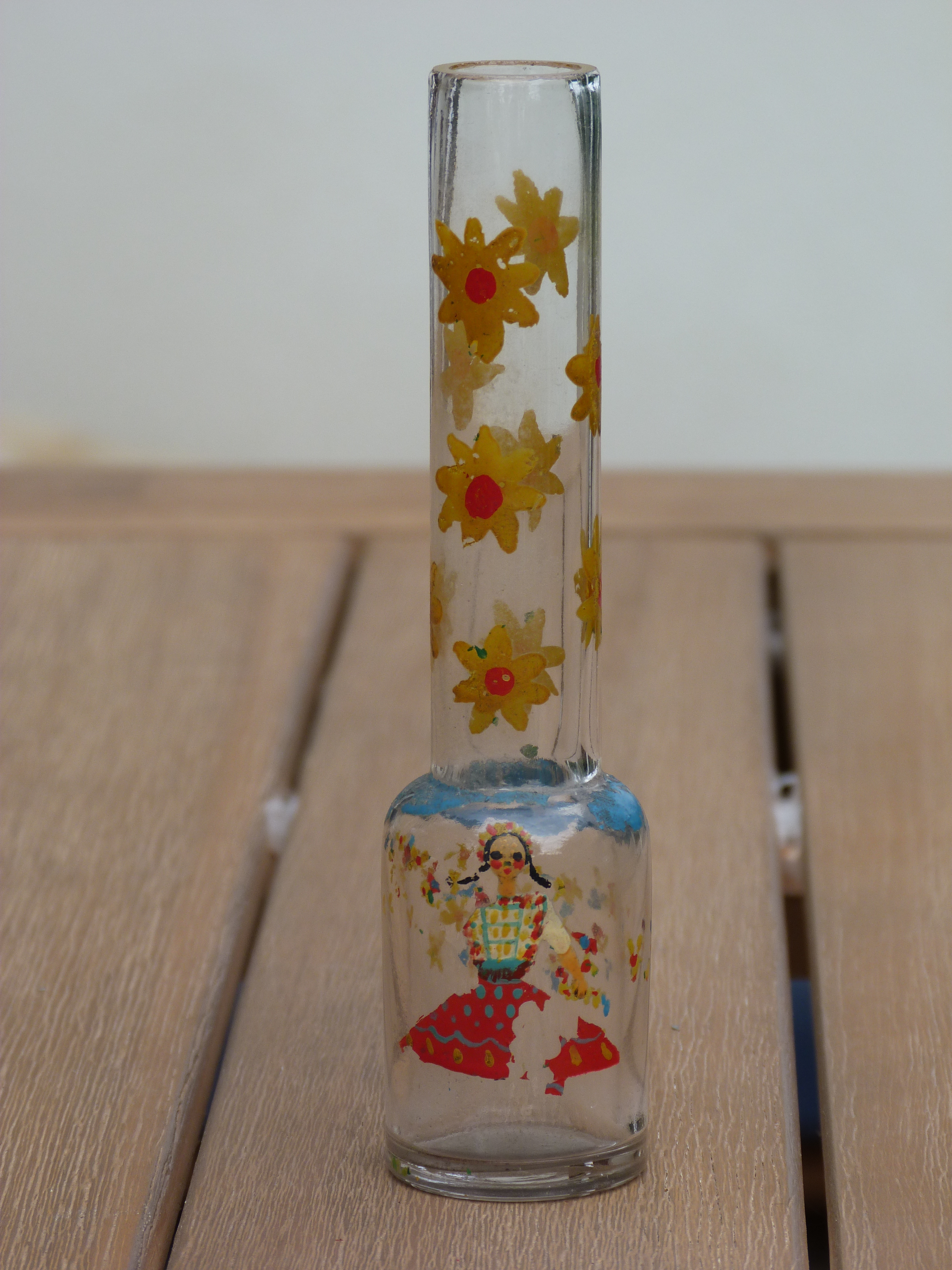
Pálinkás butykos

A pálinka történetét gyakran a magyarországi szeszfőzés történetével azonosítják, azonban a mai értelemben vett pálinkákkal párhuzamosan és őket megelőzően egyéb elterjedt magyar párlatfajták is léteztek, melyeket szintén pálinkának neveztek.

### A pálinka előzményei
A szeszfőzés első egyértelmű említése a 12. századi Itáliából származik, és a bor lepárlásával készült aqua ardenst (égő víz) írja le. Az aqua ardemst önmagában is gyógyszerként alkalmazták, ám többszörös lepárlással tisztára finomítva, illetve gyógynövényekkel együtt lepárolva aqua vitae (az élet vize) néven sokkal hatásosabb gyógyszerként ismerték. A gyógyszerészeti bordesztillátumok a 12-13. században Magyarországon is megjelentek. A 14. században Erzsébet királyné rozmaringgal lepárolt borszesszel kezelte a köszvényét, a gyógyszert külsőleg és (ételhez vagy italhoz keverve) belsőleg is alkalmazva.
A 15. századi Magyarországon már az élvezeti szeszfogyasztás és a gabonapárlat sem volt ismeretlen. Bártfán 1438-ban már városi szeszfőzde üzemelt, és Pozsonyban is élvezeti cikként említik az égetett szeszt. A korábbi orvosi elnevezések helyett elterjedt a latin crematum, majd az olasz cremato, ami először a gabonapárlatot, majd a bor- és seprőpárlatot is jelölte (Vino Cremato). Az égetett szesz szélesebb körű – de ekkor még korántsem általános – hazai elterjedése a 16. századra tehető. A 16–18. századi „égettbor” (legkorábbi formájában eghet bor) borseprőből, hibás borból vagy gabonából, majd törkölyből és gyümölcsből is készült – valódi borpárlatot többnyire csak hibás borokból főztek.

### A mai értelemben vett pálinkák megjelenése
A szilvapálinkát először Thököly Imre említi 1684-ben, majd a 18. század folyamán egyre több helyen jelenik meg, 1787-ben pedig már nagy mennyiségű erdélyi silvóriumról számolnak be, és kisebb mennyiségben az egyéb gyümölcsök lepárlásáról is említést tesznek. A törkölypálinka első említése a 17. századból származik: 1697-ben az erdélyi országgyűlés betiltotta a készítését. Kassán 1708-ban még kidobták a nagy mennyiségű fölösleges szőlőtörkölyt. A korábbi időkben csak a csiger és a törkölyecet alapanyagaként, illetve sertéstakarmányként ismerték.
A 19. század előtt az égetett szesz nem mindenhol volt elterjedt Magyarországon. Egyes bortermelő vidékeken még a 18. századi adófeljegyzések közt sem szerepel a sör és a bor mellett. Az ekkoriban használt lepárlók hibás tervezésük miatt nem voltak alkalmasak párlatok finomítására. A hűtőcsőnek – egyenes lévén – csak egy rövid szakaszát érte a hűtővíz. A falusi szeszfőző kunyhókban még a 20. század hajnalán is ilyen kezdetleges hűtőket alkalmaztak. A 19. század előtt az üstök fűtését sem tudták érdemben szabályozni, ami gyakori felhabzáshoz vezetett, illetve tovább rontotta a finomítás színvonalát. A rézüstöket belülről ónozták, a páracső pedig általában ónból készült, így a párlat nem érintkezett rézfelülettel.

### A 19. század

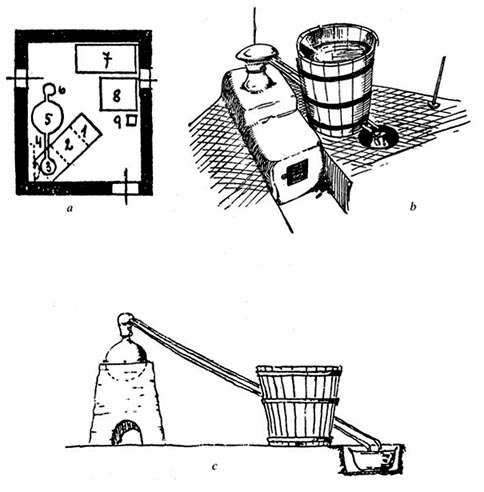
Szeszfőző kunyhó vázlatos alaprajza a századfordulóról:
1. kemencegödör;
2. kemence vagy kazán;
3. kotlán;
4. csévék;
5. vizeshordó;
6. pálinkás korsó;
7. ágy;
8. asztal;
9. szék;
b) berendezése, Bükkalla (Vas vm.);
c) pálinkafőző üst, Tiszahát (Szatmár vm.)

A 19. századi Magyarországon továbbra is elterjedt volt a szilva- és a törkölypálinka, ahogyan a gabonapárlat is, de az 1840-as években ezek mennyiségét már messze felülmúlta a „kolompér pálinka”, azaz burgonyapárlat, amely egyre alacsonyabb árával és egyre nagyobb mennyiségével országszerte elterjedtté tette az égetettszesz-fogyasztást, és a század végére katasztrofális mértékű össznépi alkoholizmushoz vezetett.
Az 1820-as években még a törkölypálinkát említik az egyik legjelentősebb magyar párlatfajtaként, és a század folyamán számottevő belföldi kereskedelméről számoltak be többek közt a bánáti és szerémségi vármegyékben, illetve a Szatmárban, a Nógrádban, illetve a Baranyában készült szilvapálinkáknak. A korabeli források nagyon ritkán említenek jelentősebb mennyiségű egyéb gyümölcsből készült pálinkát. Bács-Bodrog vármegyében több helyen is olyan nagy mennyiségű faeper termett, hogy „tudoviczát”, azaz eperpálinkát is főztek belőle. 1855-ben már a göcseji körtepálinka is létezett.
Az 1888. évi szeszadó-törvény termelési keretet (kontingenst) határozott meg a szeszgyárak és szeszfőzdék számára. Ez a rendszer egészen a második világháború végéig fennmaradt, azonban – az 1920-as éveket leszámítva – különadó fejében túlléphető volt a keret.

### A 20. század
A 20. század első felében általánosan elterjedt Magyarországon a finomítóoszlopok alkalmazása, majd 1920-ban a házi szeszfőzést is betiltották, így a kisüsti jellegű párlatok egyre inkább csak gyümölcsből, törkölyből, borból és borseprőből készültek. Az 1921-es szesztörvény a mezőgazdasági szeszfőzdéknek évi 160 ezer hektoliteres, túl nem léphető termelési keretet (kontingenst) állapított meg, és ebből a gyümölcsalapú párlatok a második világháború végéig átlagosan évi 40 ezer litert tettek ki. Ez utóbbiak legnagyobb része szilva és törköly volt, ezeket a borpárlat és kisebb mennyiségben az eperpálinka követte. Az 1930-as években jelentőssé vált a barackpálinka, de csak 1938-tól nőtt meg igazán a termelése. Az egyéb gyümölcsből készült pálinkák aránya továbbra is alacsony volt. A házi szeszfőzés tiltása miatt megkezdődött a „modern” zugfőzés, sokszor rendkívül primitív eszközökkel.
A második világháborút követő szocialista rendszerben a hibátlan gyümölcs szeszipari felhasználását pazarlásnak nevezték, ezért az üzemi gyümölcspálinkák hibás, illetve rossz minőségű gyümölcsből készültek. A legnagyobb mennyiségben feldolgozott gyümölcs ekkor az alma volt, ezért vodkát is finomítottak belőle. Megjelent a bérfőzés intézménye is, azaz a hivatalos szeszfőzdékben magányszemélyek saját erjesztésű cefréjét is kifőzték, amely után 1951–1970 között az így készült pálinka felét és kisebb pénzösszeget kellett beszolgáltatni – ezt nevezték feles főzésnek. A házipálinkát még inkább jellemezte a rossz minőségű, romlott gyümölcs, amit általában hozzáértés nélkül erjesztettek meg. A beszolgáltatott házipálinka gyakran még a korabeli mérce szerint is olyan rossz minőségű volt, hogy finomszesszé kellett feldolgozni, majd 1970-ben beszüntették a feles főzés intézményét, és a házipálinka adóját ezután kizárólag pénzben szedték be. A kompromisszumok ellenére nyugati exportra alkalmas gyümölcspálinkák is készültek.
A kereskedelemben a tényleges gyümölcspálinkáknál jóval elterjedtebbek voltak azok olcsó utánzatai, melyeknek két fajtája volt.
- „Kereskedelmi (kommersz) pálinka”: víz, finomszesz és (többnyire mesterséges) ízesítőeszenciák elegye volt. A rendszerváltásig cseresznye és barack ízesítéssel készült, majd elterjedtek az egyéb gyümölcsízek is. Az ilyen termékek a pálinka eredetvédelme után szeszes ital, majd ízesített vodka néven maradtak forgalomban.
- „Különleges pálinka”: az összetétele hasonlított a „kommersz pálinkáéra”, azonban a finomszeszhez némi valódi gyümölcspálinkát (általában almapálinkát) is kevertek.

A megkülönböztető jelzők (kommersz, különleges) használata nem volt kötelező, így ezek is gyümölcspálinkaként (cseresznyepálinka stb. elnevezéssel) kerültek forgalomba annak ellenére, hogy a kor terminológiája szerint sem voltak „pálinkák”, azaz tiszta párlatok, és a megnevezett gyümölcs gyakran nem volt a hozzávalóik közt. Ezeknél tilos volt azonban a „valódi”, „eredeti” vagy „kisüsti” jelzők használata, melyeket a valódi pálinkáknak tartottak fenn. A felhasznált finomszesz szinte kizárólag cukorrépamelaszból készült.
A rendszerváltás után is fennmaradt a mesterséges „gyümölcspálinka” címkézési gyakorlata, ám a „kommersz” és „különleges pálinkák” ízesítésekor az 1996-ban jóváhagyott Magyar Élelmiszerkönyv már tiltotta a mesterséges aromák használatát.

### A „pálinka” jelentése 2004 előtt
A pálinka a 17. században jelent meg a magyar nyelvben, és már ekkor is egyaránt használták gabona- és gyümölcspárlatok megnevezésére. A 18. század során szinte teljesen átvette az égettbor kifejezés szerepét, és a 21. századig égetett szeszt jelentett, tekintet nélkül annak alapanyagára. Nagy mennyiségben fogyasztott történelmi magyar „pálinkafajták” voltak a gabonapárlat (gabonapálinka, rozspálinka stb.), a burgonyapárlat (kolompér pálinka) és a seprőpárlat (seprőpálinka) is, melyeket többnyire egyszerűen „pálinkának” neveztek, az alapanyagot pedig csak szükség szerint nevezték meg.
Miután a 20. században a burgonyából, gabonából, cukorrépamelaszból készült szeszt egyre inkább semlegesre finomították és ízesítve – főleg likőrök és rumutánzatok – formájában hozták forgalomba, a tiszta „pálinkákat” jobbára csak a gyümölcs-, a bor-, a seprő- és a törkölypárlatok képviselték Magyarországon, de a szó jelentése egyébként nem változott meg, így továbbra is a pálinkák közé sorolták a külföldi gabona- és egyéb párlatokat is.
A 20. század második felében a párlatfajták többségét már általában nem az alapanyag és a -pálinka utótag összetételével, hanem egyedi néven nevezték (konyak/borpárlat/brandy, vodka, gin stb.), így az ezredfordulón már csak a törkölypálinka, a „seprőpálinka” és a gyümölcspálinka, illetve a gyümölcspálinka-utánzat címkéjén szerepelt a pálinka kifejezés. Az 1992-es kiadású Magyar értelmező kéziszótár a pálinkát még nem nevezte sem gyümölcsből készült párlatnak, sem pedig magyar italnak. Pálinkának nevezte azonban például a whiskyt, a vodkát és az abszintot – ahogyan az 1989-es kiadású Idegen Szavak és Kifejezések Szótára is. A pálinka régi jelentése máig sem tűnt el a köztudatból, és időnként még szakmai környezetben is az égetett szesz szinonimájaként használják a pálinkát.

### Eredetvédettsége, szabályozása
A Magyar Szeszipari Szövetség és Terméktanács (MSZSZT) 2002 óta foglalkozott a „pálinka” elnevezés levédetésének gondolatával. Miután a magyar kormány az Európai Bizottság elé terjesztette a kérelmet, Norbert Boutard, az Európai Szeszesital Szövetség (CEPS) megbízottja Magyarországra utazott, hogy szakvéleményt alkosson az eredetvédelem jogosságáról. Az Unió csak azzal a feltétellel egyezett bele az eredetvédelembe, ha a jövőben kizárólag tiszta gyümölcs- és törkölypárlatok kerülnek forgalomba pálinka néven, és ha más országokban nincs használatban ugyanez az elnevezés.
A környező országok közül Ausztria és Románia használt hasonló elnevezéseket (Palinka illetve pălincă). Az osztrák féllel sikerült megegyezni, a román elnevezés pedig az eltérő betűzés miatt nem okozott gondot. A magyar-osztrák pálinka 2004-ben kapott uniós eredetvédettséget, míg a pălincă-t Románia csatlakozásakor az Európai Unió a pálinkától független, román gyümölcspárlatként ismerte el. Magyarország uniós csatlakozásával névleg megszűnt a „kommersz pálinka”, a „különleges pálinka” és a „seprőpálinka”, melyek ekkor gyümölcs ízű szeszes ital, illetve seprőpárlat néven maradtak forgalomban. 2008-ban az eredetvédett pálinka ideiglenes szabályozását felváltotta a 2008. évi LXXIII. törvény a pálinkáról, a törkölypálinkáról és a Pálinka Nemzeti Tanácsról.

### A román szótár mítosza
2003-ban az internetes fórumokon és e-körlevelekben elterjedt egy anekdota, miszerint amikor a pálinka szó használatáért küzdött az uniós testület előtt a román és a magyar delegáció vezetője, a magyar külügyminisztérium képviselője bizonyítékként felütötte a román nyelv értelmező kéziszótárát, ahol pălincă címszó alatt a következő magyarázat volt olvasható: „A pălincă magyar eredetű, gyümölcsből erjesztéssel és lepárlással készülő szeszes ital.” Az európai uniós testület a történet szerint ezzel a kérdést eldöntöttnek tekintette, és a pálinka elnevezés használati jogát csak Magyarország és négy osztrák tartomány kapta meg.
A valóságban Romániában az eredetvédelem előtt is pălincă elnevezéssel címkéztek. A román fél nem a pálinka elnevezésért harcolt, hanem az addig is használt (és a magyar fél szerint a megtévesztésig hasonló) pălincă további használatáért. A román értelmező szótárat valóban használta a külügy, de csak annak kiderítésére, hogy a román elnevezés eltér-e a magyartól, így nem okoz gondot az eredetvédelmi eljárásban. Az anekdotával ellentétben a román értelmező szótár nem a pálinkát, hanem a pălincă szót nevezi magyar eredetűnek – ahhoz hasonlóan, ahogyan a magyar értelmező szótár szlovák eredetűnek nevezi a magyar pálinka szót.

## Pálinkaversenyek
Mivel a pálinka elnevezés csak Magyarországon és négy osztrák tartományban használatos, ezért nemzetközi versenyekről nem beszélhetünk, de nemzeti és egyéb helyi pálinkaversenyek léteznek. Legismertebb pálinkaversenyek a Quintessence, a HunDeszt Nemzeti Pálinka- és Nemzetközi Párlatverseny, valamint a Gyulai Országos Pálinka- és Nemzetközi Gyümölcspárlat-verseny, a Perkátai Párlatverseny melyeket évente rendeznek.
Egyes pálinkafőzésből élő személyek nemzetközi párlatversenyen méretik meg pálinkáikat. Legismertebbek például: Destillata (Bécs), World Spirits Award (Klagenfurt), IWSC (London), Concours Mondial (Brüsszel).

## Fajtái

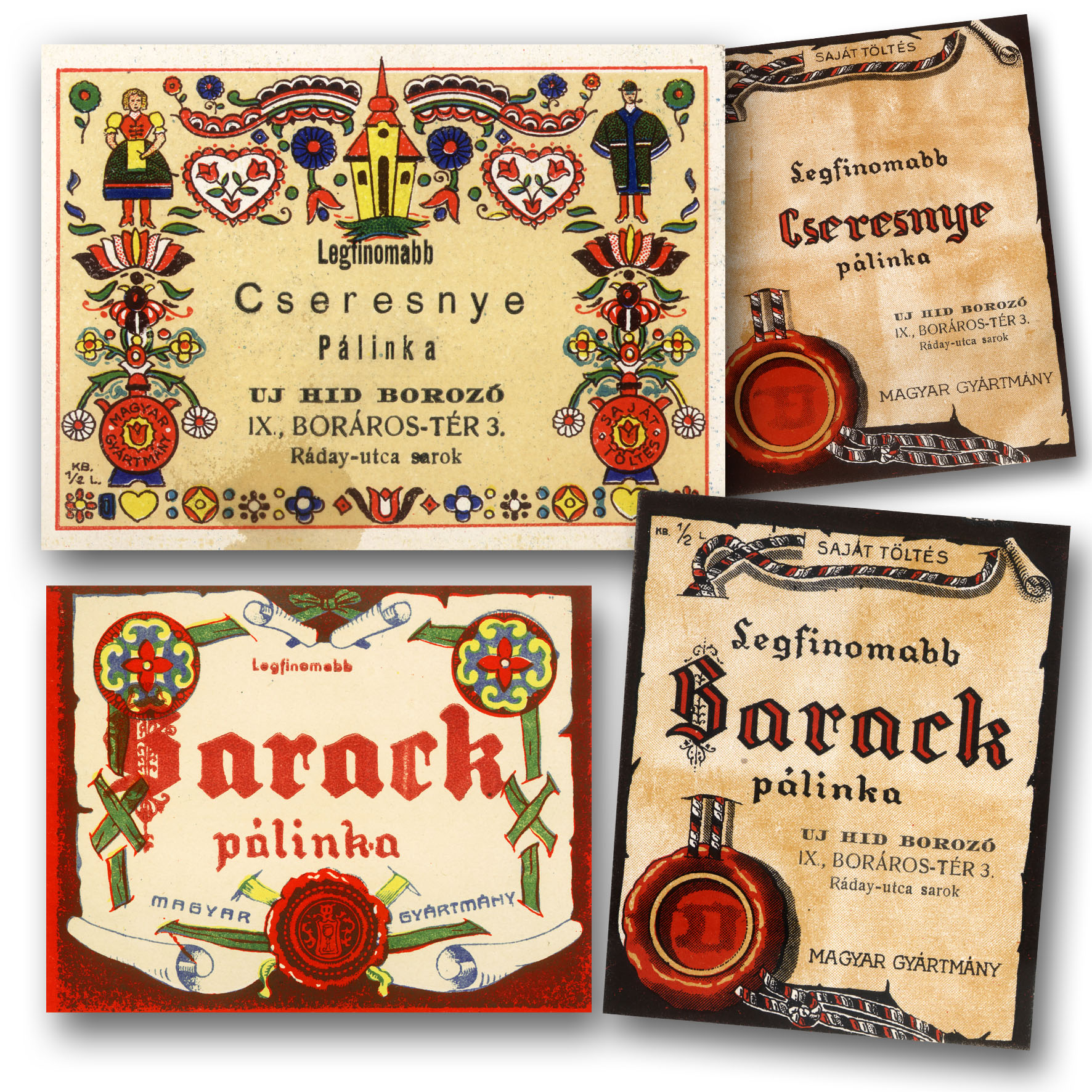
Gyümölcspálinka címkék az 1930-as évekből

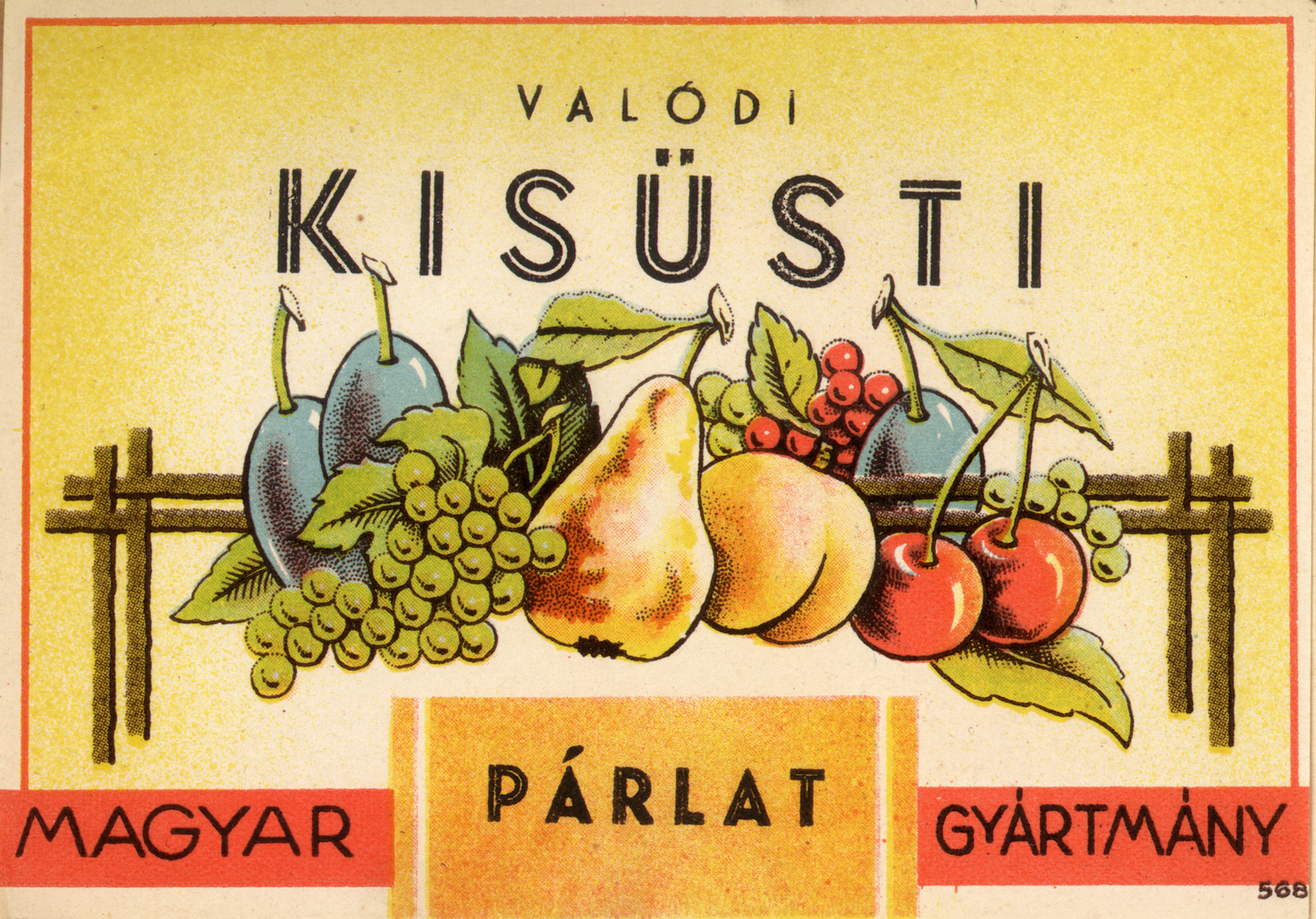
Kisüsti pálinka címkéje, 1936

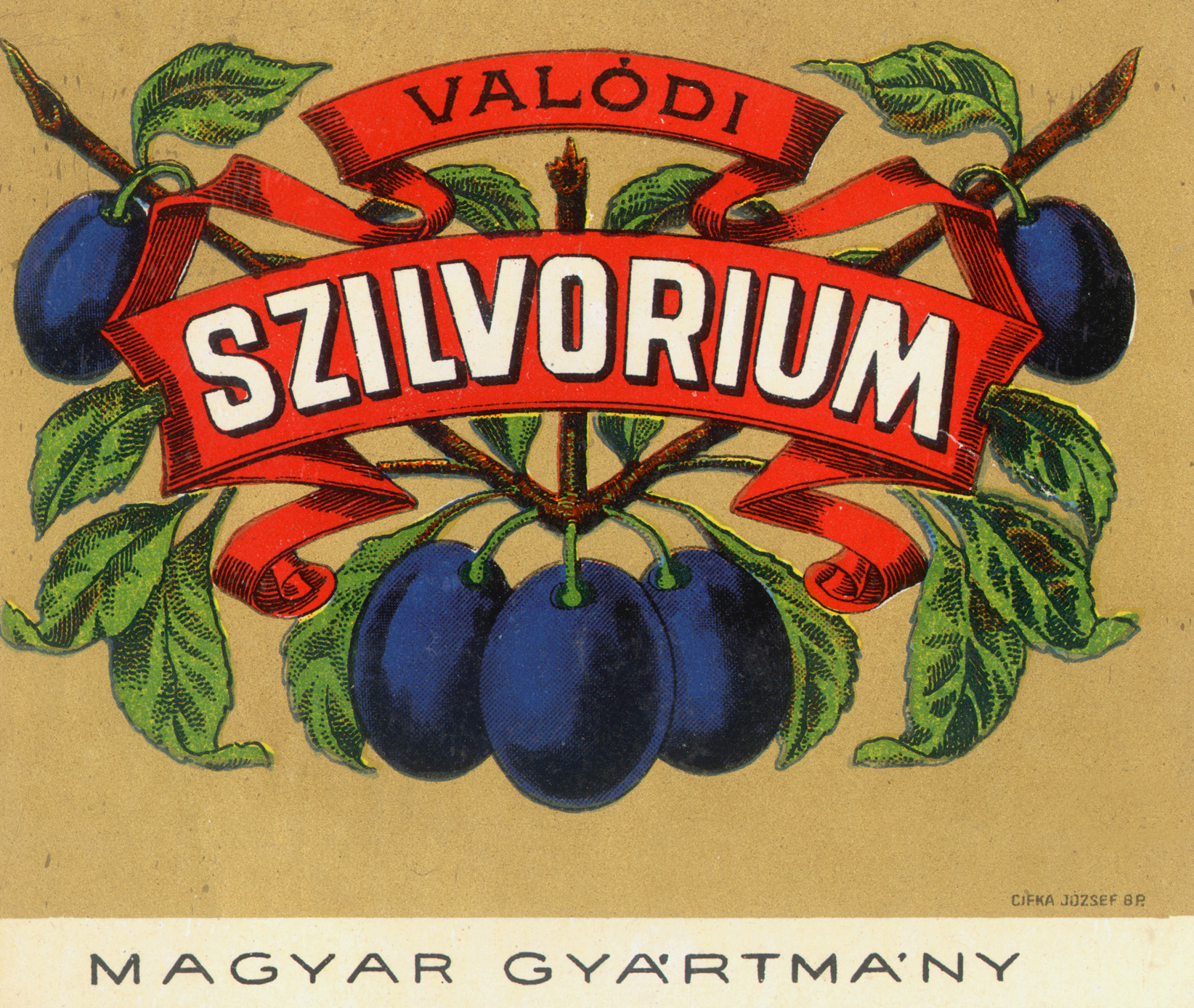
Szilvórium címke, 1908

- Kisüsti pálinka (1000 liter alatti rézüstben főzött pálinka)
- Érlelt pálinka
- Ágyas pálinka
- Törkölypálinka
- Gyümölcspálinka (szilva-, barack-, eper-, szőlő-, körte-, alma-, cseresznye-, vegyes gyümölcs pálinka)
- Vadgyümölcspálinka (vadalma-, vadcseresznye-, vadkörte-, bodza-, csipkebogyó-, kökény-, sompálinka)

### Ágyas pálinka
Gyümölcságyon érlelt pálinka vagy ágyas pálinka az a gyümölcspálinka, amelyet gyümölccsel együtt érleltek legalább 3 hónapig. A gyümölcságy a pálinka fajtájával azonos, ha egy gyümölcs megnevezésével jelölik, illetve tartalmazhat többfajta gyümölcsöt, de ebben az esetben csak vegyes gyümölcságyas pálinkának nevezhető. 100 liter gyümölcságyon érlelt pálinkához vagy ágyas pálinkához legalább 10 kg érett („nyári ágyas pálinka”) vagy legalább 5 kg aszalt gyümölcsöt („téli ágyas pálinka”) kell felhasználni. A palack címkéjén a pálinka nettó mennyiségét kell feltüntetni. Az érlelés időtartamát az érlelés helyszínén, ellenőrizhető módon dokumentálni kell.
Az ágyas pálinka mindenféle színárnyalatban előfordulhat a kristálytisztától a dióbarnáig. Íze többnyire édeskés. Az ágyas szó onnan ered, hogy a jellemzően nagy fenekű üveg alján található az ágy (ezt több helyen ágyásnak nevezik), amely többféle lehet aszerint, hogy milyen összetevőket tartalmaz.
Ágyas pálinkának tehát a nyers vagy aszalt gyümölcsre a saját érlelése után rátöltött, azonos gyümölcsből készült pálinka minősíthető.

### Eredetvédett pálinkafajták

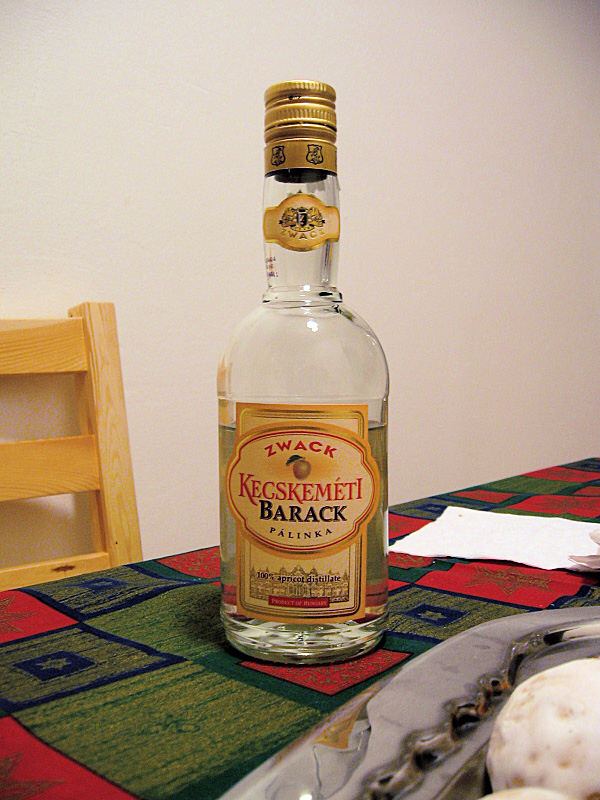
Kecskeméti barackpálinka

A pálinka önmagában is eredetvédett gyümölcspárlat, azonban egyes földrajzi területek kiemelkedően alkalmasak bizonyos gyümölcsfajták termesztésére. Ezeken a tájakon évszázadok óta készítenek pálinkát, ezért külön pálinkafajtákként rögzítették őket, és a pálinkatörvény alaprendelkezéseinél sokkal szigorúbb követelmények vonatkoznak rájuk.
Jelenleg kilenc ilyen tájegységgel és gyümölcsfajtával rendelkezünk. Az első hat fajta nemzetközi eredetvédelmet is élvez.
- Szatmári szilvapálinka: Évszázadok óta a Szatmár-Beregi táj pálinkája.
- Kecskeméti barackpálinka: A Kecskeméten és környékén termesztett kajszibarackból készített, a gyümölcs szagát, ízét megőrző pálinka.
- Békési szilvapálinka: A Körösök völgyében termett vörös szilvából kisüsti rendszerű pálinkafőzéssel készül. Színét és ízét a fahordós érlelésnek köszönheti.
- Szabolcsi almapálinka: A réz kisüstön való lepárlás friss gyümölcsízű és szagú almapálinkát eredményez.
- Gönci barackpálinka: A gyümölcsfajta a gönci magyar kajszi és a termőtáj jellegéből születő, erősen szagló és tömény ízű pálinka, amely különbözik más régiók barackpálinkáitól.
- Nagykunsági szilvapálinka: 2021-től.
- Újfehértói meggypálinka: Új taggal, az Újfehértói meggypálinkával bővült az eredetvédett pálinkák köre. A Magyar Szabadalmi Hivatal 2007. május 7-ei visszaható hatállyal lajstromozta a földrajzi árujelzők között az Újfehértói meggypálinkát. Az „Újfehértói” eredetmegjelöléssel ellátott meggypálinka előállításához kizárólag az Újfehértói fürtös és a Debreceni bőtermő fajták használhatók. Magyarország 2010 júniusában kérelmezte az „Újfehértói meggypálinka” földrajzi árujelzőként való nyilvántartásba vételét a 110/2008/EK európai parlamenti és tanácsi rendelet[1] szerint. A meggypálinka műszaki dokumentációjának főbb előírásait az Európai Bizottság 2011 márciusában közzétette az EU Hivatalos Lapjában.[51] Mivel nem érkezett kifogás, az Európai Bizottság a meggypálinkát 2014 februárjában felvette a 110/2008/EK rendelet mellékletében a gyümölcspárlatok jegyzékébe.[52]
- Göcseji körtepálinka: Az itt készülő körtepálinka sajátossága, hogy biztosítják az utóérést a gyümölcsnek, míg a többi pálinka esetében a friss gyümölcsöt rögtön feldolgozzák. A lepárlás és a finomítás kizárólag a kétutas desztillációval – azaz a kisüsti lepárlással – történhet.
- Pannonhalmi törkölypálinka: kizárólag a pannonhalmi borrégió fehérszőlőjéből (például az Irsai Olivér, a zenit, a rajnai rizling, a cserszegi fűszeres fajtákból) főzhető, 2009 decemberétől eredetvédett magyar pálinka.

### Mézzel kevert pálinka és hasonló szeszes italok
A mézzel kevert pálinka az európai normáknak megfelelően semmilyen formában nem viselheti tovább a pálinka elnevezést, tiltott például a pálinkalikőr kifejezés is. Az ilyen italok – attól függően, hogy a mézből származó cukortartalmuk eléri-e a likőröknél kötelező literenkénti 100 (cseresznye és meggy esetén 70) grammot – likőr, illetve szeszes ital (például mézes baracklikőr vagy mézes barack szeszes ital) elnevezéssel kerülhetnek forgalomba. Mivel az ilyen elnevezések követelményei kevésbé szigorúak, a pálinkatörvény hatályba lépése után több gyártó is forgalomba hozott olyan mézes szeszes italokat, melyek nagyobbrészt finomszeszből állnak, elülső címkéjén nem látható a szeszes ital elnevezés, és amelyeket pálinkaként próbálnak elterjeszteni.

### Osztrák barackpálinka
Ausztriában négy tartomány készíthet kajszibarack-pálinkát: Burgenland, Alsó-Ausztria, Stájerország és Bécs. A magyar pálinkával ellentétben tiltott a folyamatos lepárlás alkalmazása, és lassú lefőzéssel kell biztosítani a tömény ízt. Alkoholtartalma legalább 37,5%. Az osztrák élelmiszerkönyv a „Barack Palinka” betűzést használja, de a magyar és osztrák változat hivatalosan ugyanazon uniós árujelző („pálinka”) alá tartoznak.

### Román pălincă
A pălincă (ejtsd: pálinkö [paˈliŋkə]) a magyar pálinkától törvényi szempontból független, uniós eredetvédettségű román gyümölcspárlat. A román törvények szerint a pălincă olyan égetett szesz, amelyet kizárólag gyümölcsök vagy azok mustjának erjesztésével és lepárlásával állítanak elő (törkölypárlat tehát nem lehet pălincă). A párlatot nem szabad 70%-nál magasabb alkoholtartalmúra finomítani, és legalább 40% alkohollal kell forgalomba hozni. A magyar pálinkához hasonlóan a legkisebb mértékben is tilos édesíteni vagy színezni.
A pălincă kifejezés a magyar pálinka szó származéka, és eredetileg csak Románia vegyes magyar-román lakosságú területein használták. Ennek ellenére a pălincă előállítását az uniós eredetvédelem és a román törvények egyaránt egész Románia területén megengedik.
A 20. század folyamán a román szótárak a pălincă kifejezést többek közt az égetett szesz neveként, illetve szűkebb jelentésében țuicăként határozták meg, időnként említve a szó magyar eredetét, erdélyi használatát, illetve az ital kétszeres lepárlását.

### Egyéb pálinka alapú vagy pálinkaként ismert szeszes italok
A köznyelvben több házi készítésű likőr és szeszes ital nevében is megmaradt a pálinka kifejezés, habár a 21. században a pálinka (illetve a törkölypálinka) hivatalosan csak a tiszta gyümölcspárlatot (illetve törkölypárlatot) jelenti.
- Makói hagymapálinka: törkölypálinkából és hagymaléből készült szeszes ital
- Paprikapálinka: fűszerpaprikával ágyazott törkölypálinka vagy finomszesz, mely Röszkén és Szentmihályon elterjedt
- Diópálinka: pálinkából vagy finomszeszből készült zölddió-likőr
- Szilvórium, sligovicaː a szilvapálinka régies nevei
- Krampampuli: cukorral kevert, fűszerezett pálinkát takar, melyet fogyasztás előtt rövid időre meggyújtanak. A szó eredete feltehetően a „krampusz” (=ördög) szóból származtatható, és jelzi az ital pokoli mivoltát.
- Rozsólis: fűszerekkel, gyümölcsökkel, mézzel és tejjel ízesített likőr vagy szeszes ital, mely gyakran pálinkából készült, és egyes fajtái az ágyas pálinka elődjének tekinthetők.[59]
- Dudibrendi: az eperpálinka neve a Vajdaságban
- Borókapálinka: elsősorban borovicskát jelentett, amely kétféle módszerrel készült: önmagában erjesztett borókából, illetve a borókát gabona- vagy burgonyacefréhez adva.[60] Borovica, fenyőmagpálinka, bossikapálinka, néha fenyővíz néven is ismertek. (A mai szlovák és cseh borovička általában finomszesz és borókapárlat keveréke,[61] de időnként a gin módszerével is készül.) Borókapálinkának nevezték az egyéb borókás párlatokat is, például a gint.
- Fenyővíz: friss fenyőrügy cukrozásával és erjesztésével, vagy más alkohol fenyőrügyes ízesítésével készült szeszes ital
- fokhagymás pálinka

A pálinkafőzésnek a történelmi Magyarország minden területén, így például a jelenleg Romániához tartozó Székelyföldön is elterjedt. A székelyek által főzött szilvapálinka hírhedt magas szesztartalmáról. Csak Székelyföldön elterjedt a „köményes szilvapálinkaként” ismert köménylikőr, amelyet úgy készítenek, hogy a tiszta szilvapárlathoz pörkölt, majd kevés vízzel feltöltött kristálycukor és fűszerkömény leszűrt oldatát adják.

## Fogyasztása
Különösen a falusi lakosság körében volt régebben szokás, hogy reggel egy pohárka pálinkával kezdték a napot úgy, hogy reggel éhgyomorra megettek egy almát, s ittak rá egy stampedli pálinkát. 
A pálinkát még manapság is tévesen gyakran hűtve fogyasztják, ekkor elveszíti a gyümölcsösséget és a szagát. A pálinkát jellemzően 18–20 °C-on szokták felszolgálni.
A pálinkák fogyasztására többnyire tulipánformájú, alul öblös, felül összeszűkülő poharat használnak. Ez a pohár az alsó, öblös részben található nagy felületű párlat szagát a felső rész összeszűkítve az orrhoz vezeti. A pálinkát nem szabad egy húzásra meginni, mert úgy nem élvezhető igazán a minősége.
A pálinkát az 1900-as években a szegények kávéjának is nevezték.
2005-ös adatok alapján Magyarországon a vendéglátóiparban eladott égetett szeszek közül 33%-os eredménnyel a pálinka vezet, melyet 27%-kal a „pálinka jellegű ital” követ, majd a keserű és a vodka, egyaránt 10%-ot meghaladó aránnyal áll. A brandy, likőr, rum, vermut, whisky és gin csak ezek után áll a sorban. Ugyanezen felmérés szerint a legkedveltebb pálinkák a körte, majd a szilva. A kettő együtt kiteszi a vendéglátós értékesítés 52%-át.
A magyar fiatalok leginkább társas összejövetelek alkalmával fogyasztanak pálinkát. A családi események, egy vendégség, baráti koccintások és a disznótor alkalmával a legelterjedtebb a párlat elfogyasztása – derül ki az NRC piackutató 2008-as kutatásából, amelyet a magyarországi pálinkafogyasztási szokások megismerése céljából végzett. A 18–39 éves magyar lakosság körében végzett reprezentatív felmérés szerint a korosztály 45%-a fogyasztja legalább alkalmanként.
A felmérés szerint pálinkát legalább alkalmanként fogyasztók 37%-a tévesen úgy gondolja, hogy kis mennyiségben jót tesz az egészségünknek, további 28%-uk pedig tévesen azt gondolja, hogy alkalmas a fogfájás, gyomorfájás és torokfájás csillapítására. A felmérés eredményei a pálinkafogyasztás motivációján túl arra is rámutatnak, hogy a 18–39 éves lakosság több mint 60%-a szerint a pálinka napjainkban nemcsak az idősebb korosztályban, de a fiatalok körében is elterjedt.

## Pálinkafőzés
A pálinkafőzés nem hivatalos gyakorlata az egész nyelvterületen ismert és napjainkig gyakorolt tevékenység.
A 15. században működő sernevelőházak és a pálinkafőzdék együtt működtek. Comenius Sárospatakon írt Orbis sensualium pictus című munkájában már bemutatja a pálinkafőzés eszközeit is. Maga a főzés földesúri előjog volt, a paraszti főzést ezért korlátozták.
Tiltották a kenyérgabona felhasználását főzés céljaira, és istentiszteletek idején is tilos volt a főzés.
A ciszterciek Heves vármegyében, 1715-ben működtettek serfőző házat (braxatóriumot) és pálinkafőző házat (domus crematoria).
60-110 literes kis üstökben főzték a pálinkát a pálinkafőző házakban (Erdély), a pálinkafőző kunyhókban (Nyugat-Dunántúl) és a kukollákban v. kukullókban (Balaton-felvidék).
Pesten 1815-ben kiköltöztették a serfőzőt a külvárosba kellemetlen szaga miatt.
Az első főzés volt az „öregelés”, aminek eredménye a plávis, pelávis, peláviz.
Az elmúlt évtizedekben a kereskedelmi forgalomnak szánt zugfőzések az Alföldön és az ország más területein, szükségessé tették az ellenőrzés fokozását. Az ellenőrzéseket végző pénzügyőröket finánc, „spenótbakter”, „muslicakergető” névvel illeti a köznyelv.
2010. szeptember 27-e óta feltételekkel otthon is lehet, adómentesen főzni párlatot. 50 liter, 86 százalékosat főzhetünk, de csak a család fogyasztására és csak a saját főzőüst használatával, saját cefrénk lepárlását végezhetjük. A főzőüst térfogata azonban csak legfeljebb 100 liter lehet.
A pálinkakészítésnek négy szakasza van.
1. Az első lépést a gyümölcs kiválasztása jelenti. Csak megfelelő aromatartalmú gyümölcsből lehet jó pálinkát készíteni. Ha kiválasztották a gyümölcsöt, akkor következhet annak előkészítése. A csonthéjasokat (szilva, kajszi) kimagozzák, hogy magban lévő ciántartalom ne kerüljön a cefrébe. Amit kell (alma, körte, birs), az ledarálják, a gyümölcsöt pépesíteni kell. A kajszibarack cefre erjesztés előtt úgy néz ki, mint a sárgabaracklekvár.
2. Ezt az erjesztés követi, cukor nélkül. Amit a cefréhez adni lehet, az adalékanyag, fajtaélesztő és sav, például citromsav. Néhány gyümölcs – például a birs – ugyanis nem erjed meg magától megfelelően. Az erjedés megindításához kellenek az adalékanyagok, amelyek elősegítik a gyümölcsben lévő cukor erjedését. Ebből a cukorból keletkezik az alkohol. Minden erjesztés része az oxigénhiány. A cefrének levegőtől elzártan (anaerob) körülmények között kell erjednie. Fontos az erjesztési hőmérséklet is. A cefre szobahőmérséklet alatt 16–18 fokon szeret erjedni. A magasabb hőmérséklet káros, a nap pedig egyenesen megöli a pálinkát, akár csak a kevergetéssel a cefrébe vitt oxigén. Ha minden körülmény megfelelő, akkor 10-15 nap alatt végbemegy az erjedés.
3. A lepárlás során az elegyet, cefrét desztillálják, miközben az alkohol, amely alacsonyabb hőmérsékleten forr, mint a víz lepárolódik. Az üstöt, miután beletöltötték a cefrét melegítik, a hevítés során bizonyos lepárlótípusoknál szokták kevergetni a cefrét, nehogy leégjen. Bizonyos idő után elérik azt a hőmérsékletet, amelyen az alkohol már forr, de a víz még csak párolog, ez a 78 °C. (Alapvetően kétféle lepárlás van: kisüsti és „tornyos” lepárlás).
4. A nemesítés során be lehet állítani az ital alkoholtartalmát. Előfordul, hogy magas alkoholtartalommal tesznek el – főként fahordóba – érlelni pálinkát, mert az egészen más anyagokat old ki a fából, mint a víz. A nemesítés során lehet gyümölcsöt is tenni a pálinkába, így készül az ágyaspálinka. A fahordós érlelés során a fa is ad plusz ízeket a pálinkának, amely a fa szerkezetének köszönhetően levegőzik is az érlelés alatt. Ez a szellőzés lágyítja a pálinkát. Fémedényben viszont jobban összeérik a pálinka, amelyet az érlelés során érdemes kevergetni. Ha mindezzel végeztek, következik a palackozás.

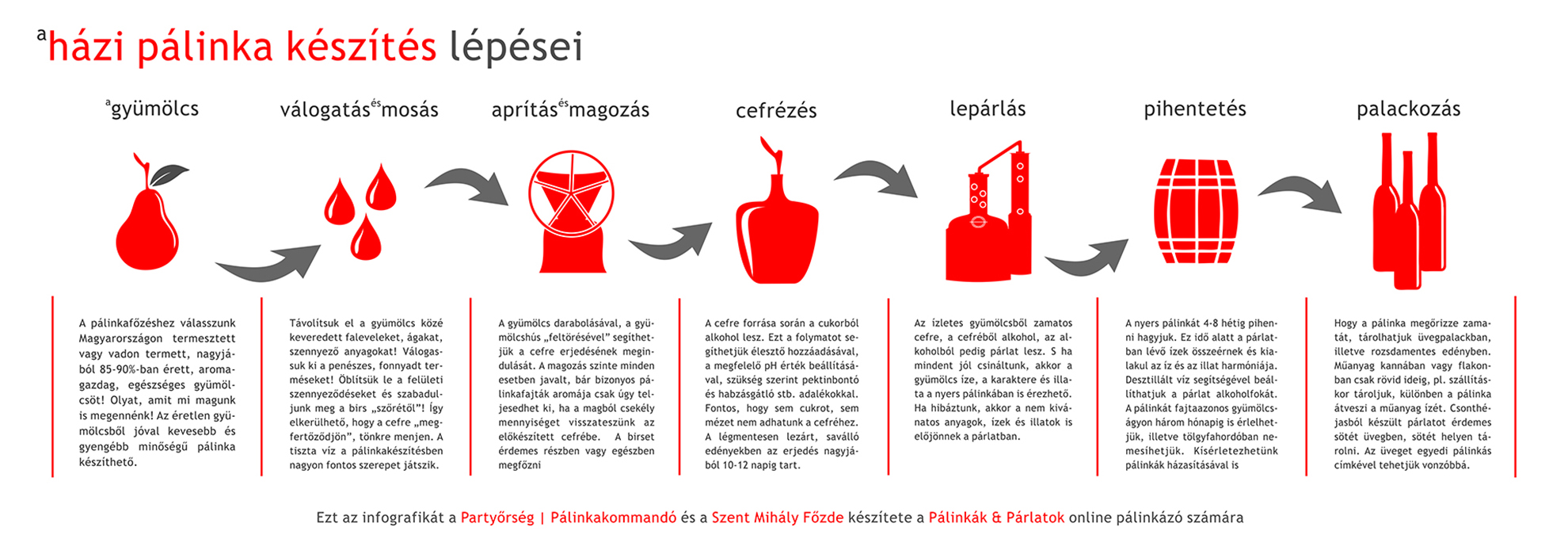
A házipálinka-főzés hét fontos elemét mutatja be az Infografika

## Az alapanyag elnevezései
A különböző gyümölcsökből készült alapanyag neve a cefre, amely csóré, cibere, moslék, csömöge, dara, keverés, kugyi, seprőcefre, szilvacefre változatokban is előfordul.
Bácskában „zumicskuló”, „zumicskáló” segítségével zúzzák össze a cefrének szánt gyümölcsöt.
A kifőzött cefre neve moslék, moszt. Erdélyben bráha, amelyet az állatok etetésére is használtak a trágyázás mellett.

## Tárolása
A kifőzött pálinkát fahordóban érlelik, azonban csak üvegben vagy saválló edényben érdemes hosszabb távon tárolni. Műanyag kannák és flakonok ízét átveheti a pálinka. A műanyag edények használata csak szállítás vagy rövid idejű tároltás idejére javasolt.

## Pálinkás ételek
A pálinkát nem csak a megszokott módon fogyasztják, hanem egyes ételek alapanyagaként is szolgál. Pálinka hozzáadásával készül például a zsindelyes fehértói meggyleves, karamellizált körtepálinkás mascarpone krémmel, vagy épp csirkenyárs almás-barackos salsával.

### A pálinkahordó elnevezései
- berbence (Erdély, Zemplén)
- csobolyó – lapos fahordó (Erdély)
- bucska v. bucsku (9 literes hordó, Zala vármegye)
- butykoskorsó
- votykásfazék
- kobak
- kobaktök
- butykos
- butella v. butélia

### A hordó mértékegységei
- veder v. vödör v. ejtel (50 liter)
- félfertály (1,25 liter)
- verdung (0,5 dl v. 2 dl) – Somogy
- occa v. okka (1,26–1,57 liter) – Bukovina

A pálinka fogyasztásakor a stampedli, a kabóca (3 cl) (népies formája stamm), a kupica és a feles (5 cl) használata gyakori. Népies változatok a fityók , a csosza és a nyelet, a szlengben a kumma, kummányi pálinka fordul elő. A nyelet, gyűszűnyi, korty elnevezés napjainkban szintén általános a fogyasztók körében.

## Népies elnevezései
- Ákovita – az élet vize – az aqua vitae latin kifejezésből
- baracilin – barackpálinka (mint gyógyszer)
- célzóvíz, lámpás, szemvíz
- Cs-vitamin – cseresznyepálinka (a C-vitamin mintájára)
- guggolós, általában gyengébb minőségű (guggolva kell elhaladni az ablak alatt, nehogy megkínáljanak vele; ezt a fogalmat borra is használják, ez esetben is az alacsony minőségre utal), vagy 3 emberes pálinka, szintén gyengébb minőségű párlat (ti. 2 ember lefogja és a 3. a szájába tölti)
- epörnyepálinka (eperpálinka)
- fütyülős – a barackpálinka szokásos jelzője (lásd még fütyülős üveg). (Nem összetévesztendő a mai Fütyülős szeszesital-családdal.)
- kerítésszaggató – az erős (inkább a rossz alapanyagból, vagy rosszul lefőzött) pálinka jelzője
- papramorgó – a falusi kántorok énekhangjának minőségét javító pálinka jelzője
- Sutulás = (söprő pálinka), igen rossz minőségű, hitvány, de olcsó égetett szesz-fajta. A borkészítés során megmaradt seprőből készítik.
- szilvórium – hordóban érlelt szilvapálinka
- szíverősítő
- gebula – szeszes víz (a cigányok fogyasztják)
- kugyi
- bugyi
- gugyi
- nerángass

Szegedről és környékéről származik:
- anyatej
- boszorkányfing
- kerítésszaggató
- lacibetyárköpés
- majomtej
- nyakolaj
- piaclégyköpés
- geberdusz
- gyűlölömital

## A magyar pálinka napja
December 6., Szent Miklós a pálinkafőzők védőszentjének napja.
Először 2007. december 6-án tartották meg.

## Civil szervezetek
- Egyesületeinek Országos Szövetsége[66]
- Magyar Pálinka Lovagrend